# Никитин, Алексей Валерьевич
Алексе́й Вале́рьевич Ники́тин (род. 27 января 1992, Москва) — российский футболист, защитник.

## Карьера

### Клубная
Является воспитанником ДЮСШ ЦСКА. За свой родной клуб ему так и не довелось сыграть ни одного матча. В первой половине 2012 года был арендован клубом ФНЛ «Енисеем», за который провёл 5 матчей. Летом был выкуплен красноярским клубом. Зимой 2014 года перебрался в «Амкар». Его дебют в премьер-лиге состоялся 10 марта 2014 года в матче против клуба «Волга» НН (5:1). Летом 2015 года перешёл в клуб «Уфа», подписав трёхлетний контракт. В июне 2021 года стало известно о новом продлении контракта. Но подробности пролонгации не сообщаются.
Летом 2022 года перешёл в подмосковный клуб «Химки».
В феврале 2023 года перешёл в боснийский футбольный клуб «Тузла Сити». Летом 2023 года перешёл в «Ротор».

### В сборной
Был одним из основных защитников юношеских сборных России. За молодёжную сборной России провёл 16 матчей и забил гол.